# Gare de Nogent-sur-Marne
Gare de Nogent-sur-Marne vasútállomás és RER állomás Franciaországban, Nogent-sur-Marne településen.

## Vasútvonalak
Az állomást az alábbi vasútvonalak érintik:
- Paris-Bastille-Marles-en-Brie-vasútvonal

## Kapcsolódó állomások
A vasútállomáshoz az alábbi állomások vannak a legközelebb:
- Gare de Fontenay-sous-Bois (Gare de Cergy-le-Haut, A RER-vonal)
- Gare de Joinville-le-Pont (Gare de Boissy-Saint-Léger, A RER-vonal)

## Lásd még
- Franciaország vasútállomásainak listája
- A RER állomásainak listája